# Hyperion (cohete nuclear)
Hyperion fue el nombre de un estudio estadounidense de 1959 sobre un cohete propulsado por energía nuclear.
Se diseñó con vistas a sustituir al aún futuro Saturno V hacia los años 1970. La primera etapa habría funcionado con un motor químico, utilizando LOX y LH2 como propulsantes, y habría elevado la etapa nuclear hasta una altura donde se encendería y llevaría la carga a órbita.
Hyperion habría sido capaz de poner el doble de masa en órbita de inyección translunar con respecto al Saturno V, y habría tenido menos de un tercio de su masa en el despegue.

## Especificaciones
- Carga útil: 145.000 kg a LEO (485 km de altura y 28 grados de inclinación orbital); 82.000 kg a una trayectoria de escape.
- Empuje en despegue: 10.700 kN
- Masa total: 850.000 kg
- Diámetro: 8,54 m
- Longitud total: 85,4 m